# Te Rangi Pikinga

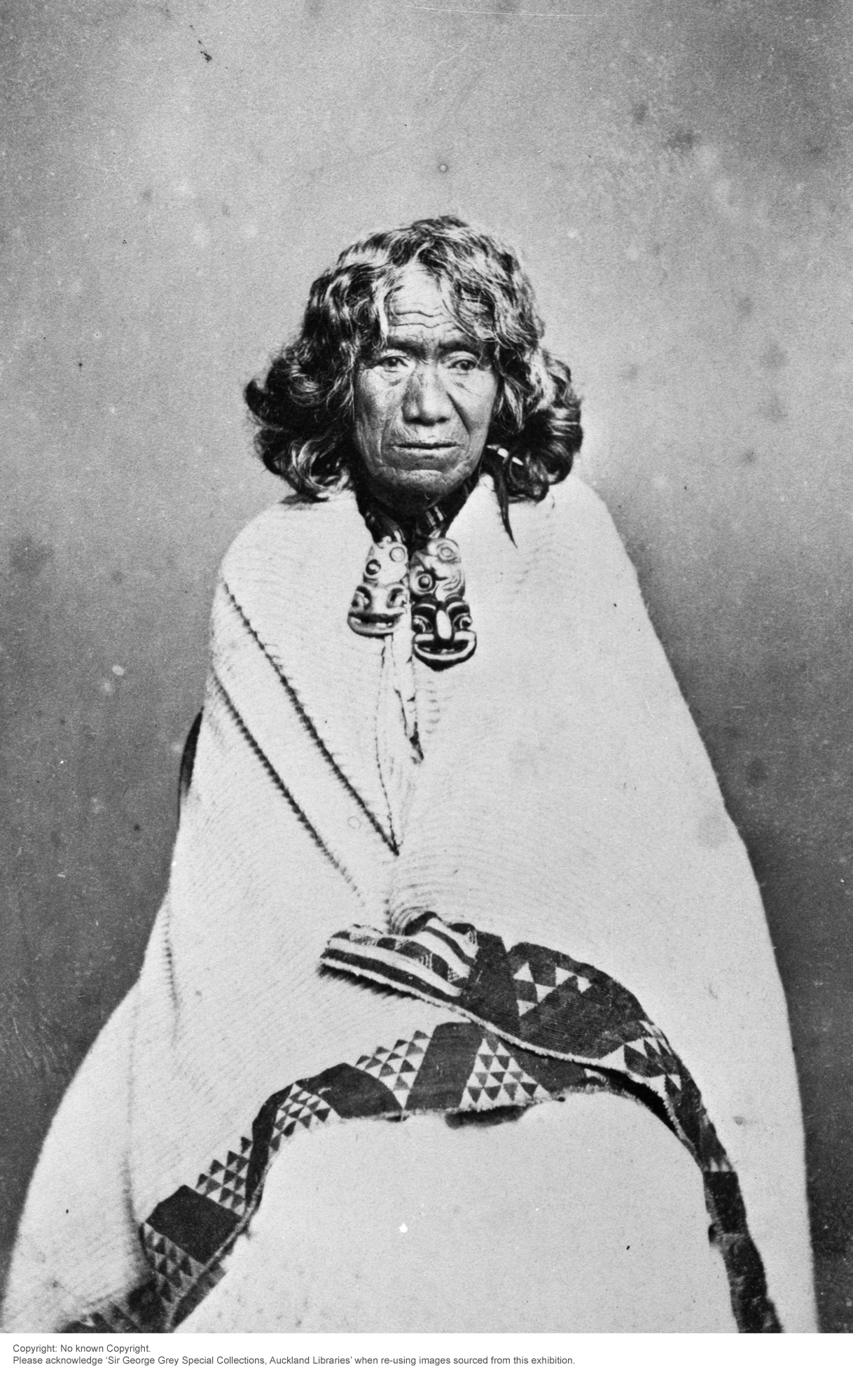
Te Rangi Pikinga
(Datum unbekannt)

Te Rangi Pikinga oder vielfach nur Te Pikinga genannt (* um 1800 südöstlich von Wanganui, Neuseeland; † 1855 in Neuseeland) war eine wichtige Person für den Bestand und Erhalt des Stammes der Ngāti Apa.

## Leben
Te Rangi Pikinga wurde um 1800 herum geboren und zählte als Mitglied einer höherrangigen Familie zum Stamm der Ngāti Apa, die ihr Stammesgebiet in etwa in der Gegend der heutigen Distrikte Whanganui, Rangitikei und Manawatu hatten.
Als 1819 die nördlichen Stämme unter der Führung der Ngāpuhi die Stämme der Ngāti Apa überfielen, schloss sich Te Rauparaha der Ngāti Toa der Operation an und Te Rangi Pikinga, ihr Bruder und zwei Frauen von hohem Rang wurden gefangen genommen. Um Frieden zwischen den Stämmen schließen zu können, wurde Te Rangihaeata der Ngāti Toa mit Te Rangi Pikinga der Ngāti Apa verheiratet. Doch der Frieden war recht brüchig.
In den folgenden Jahren führten die Stämme der Ngāti Toa immer wieder Kriege gegen die Ngāti Apa, mit wechselnden Ergebnissen. Kriege wechselten sich mit Friedensschließungen immer wieder ab, wobei Te Rangi Pikinga häufig die Rolle zugetragen bekam, den Schritt zum Frieden vorzubereiten.
Te Rangi Pikinga starb vermutlich im Jahr 1855. Zu Lebzeiten und noch über ihren Tod hinaus garantierten sie und ihre Heirat mit Te Rangihaeata das Existenzrecht ihres Stammes und dessen Landbesitz.